# ファーレ立川

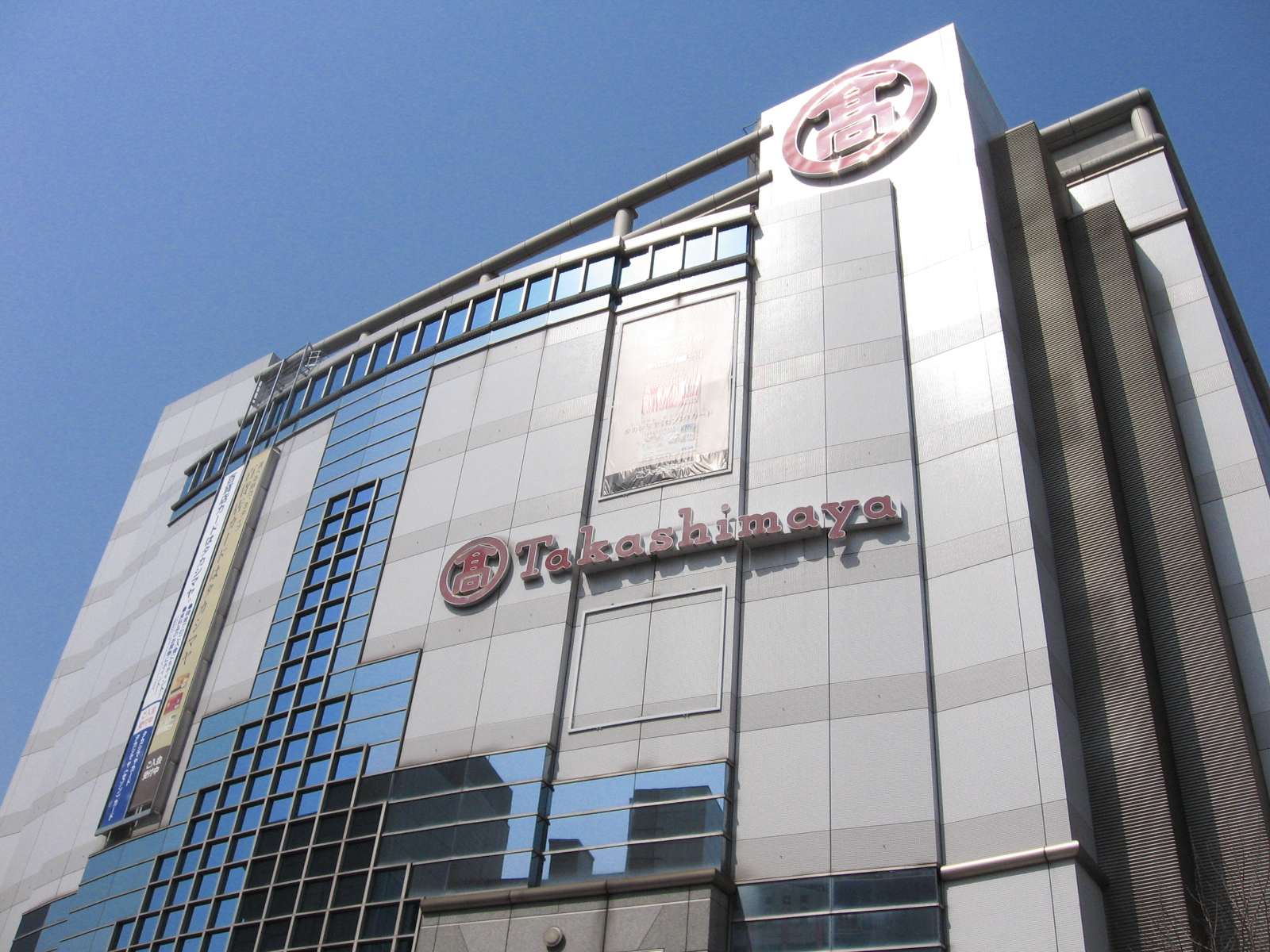
立川高島屋S.C.

ファーレ立川（ファーレたちかわ）は、JR立川駅北口の米軍基地跡地の再開発により整備されたエリアである。東京都立川市中心市街地にある敷地5.9ヘクタールにショッピングセンター（SC）やオフィスビル、映画館など11棟が建っているほか、パブリックアートとして36か国92人の作品が屋外展示されている。住宅・都市整備公団（現：都市再生機構）によって事業が実施され、1994年（平成6年）10月に誕生した。

## 概説
旧米軍基地ではフィンカム交差点・ゲート付近にあたる。事業の正式名称は「立川基地跡地関連地区第一種市街地再開発事業」。「ファーレ」とは、イタリア語の「創造する＝fare」に立川のローマ字表記の頭文字「t」を加えて「FARET」としたものである。北川フラムのディレクションにより、パブリック・アートが設置された。その一方で、旧立川飛行場の「旧発動機講堂」などの遺構は取り壊された。
20周年となる2014～2015年度（平成26～27年度）の2か年にわたり、市民団体、民間企業などと立川市役所が協力して、風雨などで傷ついた40作品を元通りに修復する「ファーレ立川アート修復再生事業」を実施している。

## 施設
- 立川TMビル
  - 立川髙島屋S.C.：2023年（令和5年）1月31日を以って百貨店区画の営業を終了[3]。11月14日に全館専門店としてリニューアルオープンした[4]。
- パレスホテル立川：2023年（令和5年）12月31日を以って閉館[5][6]。土地と建物は三菱地所レジデンスが取得し、高層マンションが建てられる予定だった[7]。2024年（令和6年）4月に立飛ホールディングスが土地建物を買い取った。建物は解体せず改修し、2026年（令和8年）を目処に再生される予定。名称は未定。立飛ホールディングスの村山正道社長は「これからも立川で大きな会合を開催できるバンケットルーム（宴会場）が求められている」とした[8]。
- 損保ジャパン立川ビル
- シネマシティビル
  - シネマシティ
- ファーレ立川センタースクエア
  - 立川市中央図書館
  - 立川市女性総合センター・アイム
- 立川ビジネスセンタービル
  - 立川商工会議所
  - 中央労働金庫立川支店
- 新鈴春ビル
  - 群馬銀行立川支店
- コアシティビル
  - 三菱UFJモルガン・スタンレー証券立川支店
- ファーレイーストビル
  - ファーレ立川郵便局
  - 東京都住宅供給公社立川窓口センター
- A-ONEビル
- 東京建物ファーレ立川ビル
  - 法テラス多摩

## 交通
- JR立川駅北口より徒歩5分
- 多摩都市モノレール立川北駅より徒歩1分

## 周辺
- TAMA MIRAI SQUARE：多摩信用金庫の旧本店ビル。2023年（令和5年）2月、地域の交流拠点としてリニューアルオープンした[9]。
- 国営昭和記念公園
- シネマ通り：基地正門前の商店街として発展。立川初の映画館があった。